# La cinese
La cinese (La Chinoise) è un film del 1967 diretto da Jean-Luc Godard.
Il soggetto è ispirato al romanzo La cospirazione di Paul Nizan, condividendo tuttavia alcuni tratti con I demoni di Dostoevskij, e descrive un gruppo di giovani rivoluzionari maoisti parigini alla vigilia del Sessantotto.
(Kirilov in La cinese)

## Trama
Parigi, 1967: cinque studenti universitari (tre ragazzi e due ragazze) di ideologia maoista radicale, si stabiliscono in un appartamento lasciato vuoto dai genitori di una di loro, Veronique, partiti per le vacanze.
Oltre a Véronique, studentessa di filosofia, i giovani sono: Guillaume, aspirante attore di teatro; Yvonne, la proletaria del gruppo; Henri, laureando in chimica; infine il taciturno pittore Kirilov. Uno studente di colore di nome Omar, detto il "Compagno X", fa qualche apparizione per tenere lezioni di marxismo-leninismo. I giovani hanno riempito l'appartamento di slogan politici scritti su lavagne e sui muri, ma l'unico libro presente sugli scaffali delle librerie sembra essere il Libretto Rosso di Mao in molteplici copie; i due personaggi principali, Véronique e Guillaume, sono inoltre legati da una relazione sentimentale, nella quale è lei il partner dominante. Guillaume si interroga su come trasformare il loro rapporto e la propria pratica artistica in senso rivoluzionario. I due discutono la possibilità di intraprendere una lotta armata al sistema con atti terroristici violenti, e prevedono la necessità dell'assassinio politico al fine di raggiungere gli obiettivi rivoluzionari.
Yvonne è una ragazza del popolo che candidamente dichiara di prostituirsi occasionalmente per avere qualche soldo extra da spendere in beni di consumo. Yvonne si occupa anche della pulizia dell'appartamento, e spesso insieme a Guillaume, recita in qualche sketch satirico contro l'imperialismo statunitense, e la politica del presidente degli Stati Uniti Lyndon B. Johnson nei confronti della guerra del Vietnam.
Véronique arriva a strumentalizzare i suoi sentimenti nei confronti di Guillaume a fini politici, e dichiara di non amarlo più per insegnargli il concetto maoista del "combattere su due fronti". Durante un tragitto in treno, Véronique incontra il filosofo comunista Francis Jeanson, celebre all'epoca per aver sostenuto la causa degli indipendentisti algerini contro il governo francese e aver subito nel 1960 un arresto e un processo per questo motivo. Interrogato da Véronique sulla liceità della lotta armata, il filosofo porta allo scoperto le contraddizioni dottrinarie e logiche della studentessa e la ammonisce a non ricorrere all'uso della violenza nella lotta politica, poiché fondamentalmente inutile.
Henri, il più riflessivo del gruppo ed il meno estremista, viene espulso dal collettivo perché accusato di "revisionismo" filo-sovietico, ironicamente rappresentato dalla sua strenua difesa del film Johnny Guitar, diretto nel 1954 da Nicholas Ray. Proprio come il personaggio di I demoni di Dostoevskij dal quale prende il nome, il Kirilov di Godard precipita nella pazzia e si suicida, identificando in maniera nichilista morte e rivoluzione.
Il gruppo decide di compiere un atto dimostrativo, l'assassinio del Ministro della Cultura dell'Unione Sovietica durante la sua visita diplomatica ufficiale in Francia. Véronique è incaricata dell'esecuzione materiale. Raggiunge in auto con un complice l'hotel dove soggiorna il ministro ma fa uno sbaglio madornale: inverte le cifre del numero della stanza, finendo così per uccidere una persona sbagliata. La ragazza però non si perde d'animo, ritorna al piano desiderato e questa volta uccide l'uomo giusto per poi fuggire. L'estate dell'utopia volge ormai al termine, i genitori ritornano dalle vacanze, e anche l'incrollabile certezza ideologica di Véronique e dei suoi amici sembra affievolirsi per poi stemperarsi, probabilmente, in una successiva normale vita borghese.

## Produzione
Le riprese in interni hanno luogo dal 6 al 31 marzo 1967 nell'appartamento di rue de Miromesnil a Parigi dove Godard vive con Anne Wiazemsky; al mattino prima di iniziare il lavoro i due devono rifare i letti per accogliere la troupe. La giovane attrice ha un complesso di inferiorità nei confronti della precedente moglie di Godard, Anna Karina, che ha recitato in tutti i suoi film Nouvelle Vague e la cui ombra si allunga anche su questo lavoro.
La scena della conversazione tra Wiazemsky e Jeanson viene ripresa il 13 marzo su un treno di pendolari nei dintorni di Parigi, per un totale di ben 12 minuti utili inseriti nella versione finale del film. Il ricorso alla lotta armata viene messo alla berlina proprio in questa sequenza, che dimostra l'inutilità, l'inattualità e l'artificialità delle posizioni filo-maoiste in Francia.

### Regia

#### Tematiche
Film fortemente politico, La Chinoise anticipa gli avvenimenti del maggio francese, che nel 1968 avrebbero dato il via alla stagione della contestazione.
L'escalation dell'offensiva militare statunitense in Vietnam, ed in particolare la rivoluzione culturale avviata in Cina dalle guardie rosse di Máo Zédōng, sono al centro del soggetto della pellicola.
Godard sottolinea il ruolo che esercitano alcuni oggetti, come il libretto rosso di Mao, o organizzazioni, come il Partito Comunista Francese ed altre fazioni di sinistra, nello sviluppo ideologico e pratico del gruppo di studenti protagonisti del film. Il regista mantiene comunque un punto di vista ambiguo verso la vicenda narrata: non è infatti chiaro se Godard nutra simpatia per i personaggi del film, se ne condivida le idee o se ironizzi piuttosto apertamente sugli infantilismi rivoluzionari di Véronique e compagni.

#### Stile
Le innovazioni stilistiche presenti nell'opera hanno reso il film una delle pellicole più celebri di Godard. La conservazione dei ciak all'inizio delle inquadrature, la sottolineatura del "cinema nel cinema" con scene in cui viene mostrato l'operatore Raoul Coutard intento a riprendere le scene, gli effetti di straniamento brechtiano dei personaggi ed il montaggio frenetico che mette in rapporto visivo vari elementi della cultura contemporanea (come copertine di libri e di fumetti, foto di personaggi famosi, pubblicità) hanno fatto parlare i critici di "Godardismo", neologismo coniato appositamente per definire lo stile del regista.
Il montaggio di La cinese instaura tra le varie inquadrature una logica differente da quella della narrazione o dello spettacolo. Il film si pone come momento di riflessione su un progetto di reinvenzione non solo stilistica (o “d'autore”) ma soprattutto dialettica del linguaggio cinematografico. Questo tentativo passa attraverso un modello stilistico che prevede l'isolamento dell'attore in un piano ravvicinato (sullo sfondo di un'immagine che spiega il suo discorso), in modo da mettere in rapporto l'attore con la macchina da presa che lo filma e rivela al tempo stesso l'artificio della recitazione. In questa fissità le inquadrature si trasformano da scene di un film a pagine di un libro, un ideale “libretto rosso” del cinema.

## Colonna sonora

### Mao Mao
Claude Channes, che canta la canzone che fa da tema musicale, fa la posta in strada a Godard per un paio di giorni finché riesce a consegnargli un provino del brano insieme al numero di telefono; il regista lo richiama già il giorno dopo, affare fatto.
Il testo cantato (di Gérad Guégan) riporta frasi celebri di Mao Zedong, che con la musica di Gérad Hugé si trasformano in una canzoncina vagamente irriverente nei confronti del pensiero maoista, in linea comunque con un film dissacratore:
qui fait que tout enfin bouge.»
(Claude Channes in Mao-Mao)

## Accoglienza

### Critica
Ancora una volta, Godard ha il fiuto di anticipare le mode sociologiche. Il celeberrimo Libretto Rosso di Mao Zedong è un vero e proprio best seller in Francia, arrivando al secondo posto nella classifica dei libri più venduti nei primi 4 mesi del 1967, con ben 150 000 copie,. La rivoluzione culturale appena avviata nella Cina maoista desta molta curiosità tra i giovani europei del tempo.
Godard comincia a pensare a La cinese a partire dall'ottobre del 1966, come un film gemello del precedente Il maschio e la femmina, nel quale però i giovani ye-ye sono sostituiti da quelli politicizzati, e il testimone della protagonista passa idealmente dalla cantante Chantal Goya alla studentessa universitaria Anne Wiazemsky, che entro breve diverrà la seconda moglie del regista. Wiazemsky, che ha metà degli anni di Godard, frequenta l'università a Nanterre, nella banlieue di Parigi e milita nel gruppo di Daniel Cohn-Bendit, per niente vicino alle posizioni dei maoisti dell'Union de la jeunesse communiste (marxiste-léniniste) - UJC(ml) (). Per questa ragione stenta parecchio, agli inizi, ad entrare nella parte, al contrario del resto del cast; con l'eccezione di Jean-Pierre Léaud, un attore professionista, più volte collaboratore di Godard, il senegalese Omar Blondin Diop è davvero un leader dell'UCJ(ml), che morirà poi “suicida” presso un carcere del Senegal nel maggio del 1973, dov'era detenuto per la sua opposizione al regime di Léopold Sédar Senghor; Lex de Bruijn è, invece, un pittore olandese, che morirà entro pochi anni di overdose, e Michel Sémeniako è l'animatore di un cineclub a Grenoble. Juliet Berto, aspirante attrice, già apparsa in un breve ruolo in Due o tre cose che so di lei e che prenderà successivamente parte ai susseguenti film del regista, ha una breve avventura con lo stesso Godard prima dell'estate del 1966, ma Wiazemsky la accoglie sul set senza dimostrare gelosia, com'è nello spirito dei tempi.

## Riconoscimenti
- Festival di Venezia 1967
  - Leone d'argento